# 吉田五十八
吉田 五十八（よしだ いそや、1894年（明治27年）12月19日 - 1974年（昭和49年）3月24日）は、昭和期に活躍し、和風の意匠である数寄屋建築を独自に近代化した建築家である。
東京生まれ。東京美術学校（現・東京芸術大学美術学部）卒業。母校で教壇に立ち、多くの後進を育てた。

## 生涯
1894年、東京日本橋に太田信義（太田胃散の創業者）とトウ（銅）の間の5男第8子として生まれた。父が58歳のときの子だからということで五十八と命名された。その後4歳の時に父を、中学生の時に母を亡くしたため、長兄の妻の下で育てられた。1909年、母方の姓が絶えるのを防ぐため養子として吉田姓を継いだ。
常盤尋常小学校、東京開成中学校（現・開成学園）を卒業。中学在学中の同級生、久保寺保久（のち教育者）の強い勧めで建築を志し、1915年、東京美術学校図案科第2部に入学し、岡田信一郎に学ぶ。大学には八年在籍し、在学中から住宅や店舗の設計を手がけた。1923年に卒業すると、麻布の自宅に「吉田建築事務所」を開設した。
1925年、学生時代から心惹かれていたドイツ、オランダのモダニズム建築を見るため、兄の援助を受け、ヨーロッパ、アメリカを廻った。この旅行留学でモダニズム建築よりも、ヨーロッパ各地に残るルネサンス建築、ゴシック建築といった古典建築の方に強い感銘を受けた。これが吉田の建築観を大きく変えることになる。吉田はヨーロッパの古典建築について、その伝統や民族性が前提にあるからこそ出来得たものであり、日本人である自らには到底出来得るものではないと考えた。そのことから、日本人である自らにしか作り得ない建築とは何かを考えるうち、当時は過去の建築様式でしかなかった数寄屋造の近代化に着目した。自らの建築の方向性を定めた吉田は中断していた設計業務を再開すると、縁故関係の依頼による仕事などをこなしつつ、日本の伝統的建築について勉強を始める。
1930年代半ばから吉田独自に近代化した数寄屋造の住宅を発表し始めた（1930年代の建築を参照）。吉田の手法の主なものとして、大壁造の採用、吊束と欄間の省略、荒組障子と横棧の障子の採用、押込戸の発明、リシン吹付壁、アルミパイプの下地窓等の工業生産材料の採用、座式と椅子式生活のレベル差による融合などが挙げられる。
奇しくも同時期に来日滞在したドイツ人建築家のブルーノ・タウトは、桂離宮等の数寄屋造の中に、モダニズム建築に通じる近代性があることを評価した。これにより、日本の建築界においても数寄屋建築が注目され始め、その流れで吉田の数寄屋建築も近代数寄屋建築と評され、広く注目を集めた。1937年結婚。
1940年代以後も作品毎に数寄屋造の近代化の手法を発展させ、仕事量も比例し増えていった。1941年、母校の東京美術学校の講師に就任。1944年、東京に戦火が及ぶことを恐れ、神奈川県二宮町に疎開し、自邸を建てる。
戦後は住宅以外の劇場、美術館、寺院など、公共建築・大規模建造物の依頼設計が多くなり、自身の手法をさらに進展させた。1946年から1961年まで東京美術学校教授（1949年より東京芸術大学）を務めた。
1964年秋に文化勲章を受章（建築家では伊東忠太に次ぎ2人目）。1963年から68年まで皇居新宮殿の造営顧問を務めた。
1974年に結腸がんにより死去。享年79。ワシントンの日本大使公邸が遺作となった。没後の1976年より、功績を記念し吉田五十八賞が設けられた。墓所は多磨霊園。

## 受賞等
- 1952年　日本芸術院賞[1]
- 1954年　日本芸術院会員
- 1960年　メキシコ建築家協会名誉会員
- 1964年　文化勲章
- 1968年　アメリカ建築家協会名誉会員
- 1974年　贈従三位、贈勲一等瑞宝章（没時叙位叙勲）

## 建築作品
- 歌舞伎座
現在は解体・改築
- 日本芸術院会館
- 五島美術館
- 大和文華館
- 成田山新勝寺本堂
- 中宮寺本堂
- 満願寺
- 外務省飯倉公館

- 1919年　吉井邸 現存せず
- 1922年　大木邸 現存せず
- 1925年　志水邸 現存せず
- 1925年　渡辺邸 現存せず
- 1927年　遠山商店 現存せず
- 1928年　今井邸増築 現存せず
- 1928年　吉住小三蔵邸 現存せず
- 1928年　丹平商会東京支店 現存せず
- 1929年　藤澤商店東京支店 現存せず
- 1930年　黒田邸 現存せず
- 1931年　関谷邸 現存せず
- 1932年　太田信義薬房工場 現存せず
- 1932年　鏑木清方邸 現存せず
- 1932年　吉住小三蔵別邸 現存せず
- 1933年　稀音家六四郎邸 現存せず
- 1934年　小林古径邸・画室 （小林古径記念美術館に移築／新潟県上越市）
- 1936年　山川秀峰画室（東京都品川区／現存せず）
- 1936年　川合玉堂邸・画室（東京都新宿区／現存せず）
- 1936年　杵屋六左衛門別邸 （静岡県熱海市）
- 1939年　松島ニューパークホテル（宮城県松島町／1940年に焼失し、現存せず）
- 1940年　料亭 新喜楽 （東京都中央区築地／1962年ほか度々改修）
- 1940年　惜櫟荘 岩波茂雄別邸 （熱海市）
- 1943年　旧山川秀峰邸 （神奈川県中郡二宮町）[2]
- 1944年　料亭 浮月（静岡市葵区／焼失、現存せず）
- 1944年　自邸 （神奈川県二宮町）

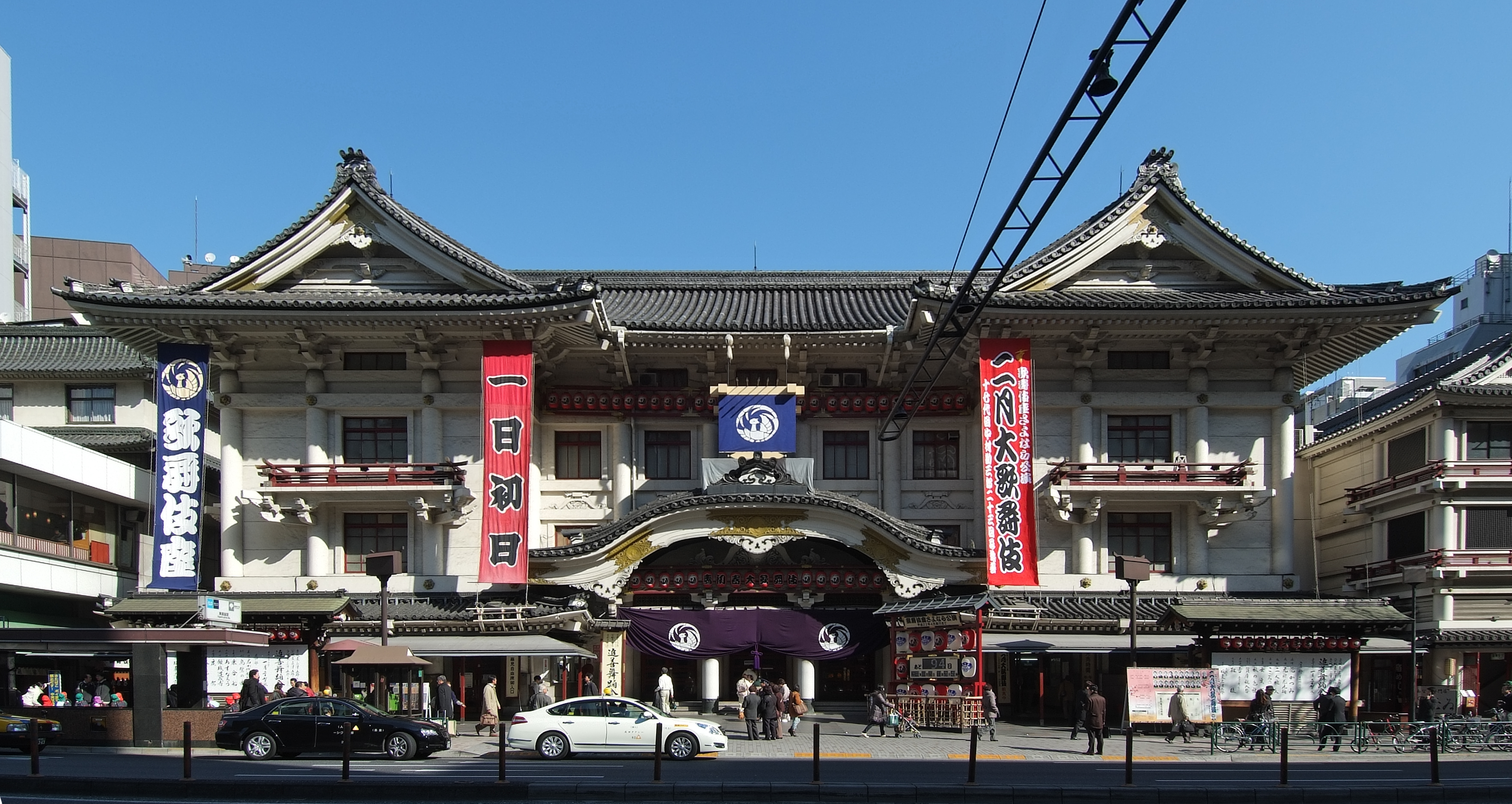
1951年　歌舞伎座復興修築 （中央区銀座／2010年に解体、外観のみ現存）
- 1952年　梅原龍三郎画室（新宿区市ヶ谷／山梨県清春芸術村に移築）
- 1952年　料亭 政林（港区赤坂／現存せず）
- 1954年　山口蓬春画室 （現・山口蓬春記念館／神奈川県葉山町）
- 1955年　大阪文楽座 （大阪市／現存せず）
- 1955年　吉住小三郎邸（千代田区／現存せず）
- 1957年　大東亜戦争戦没者慰霊塔 （長崎県佐世保市）
- 1958年　明治座復興増改築（中央区日本橋浜町／1990年に解体）
- 1958年　梅原龍三郎邸 （新宿区／現存せず）
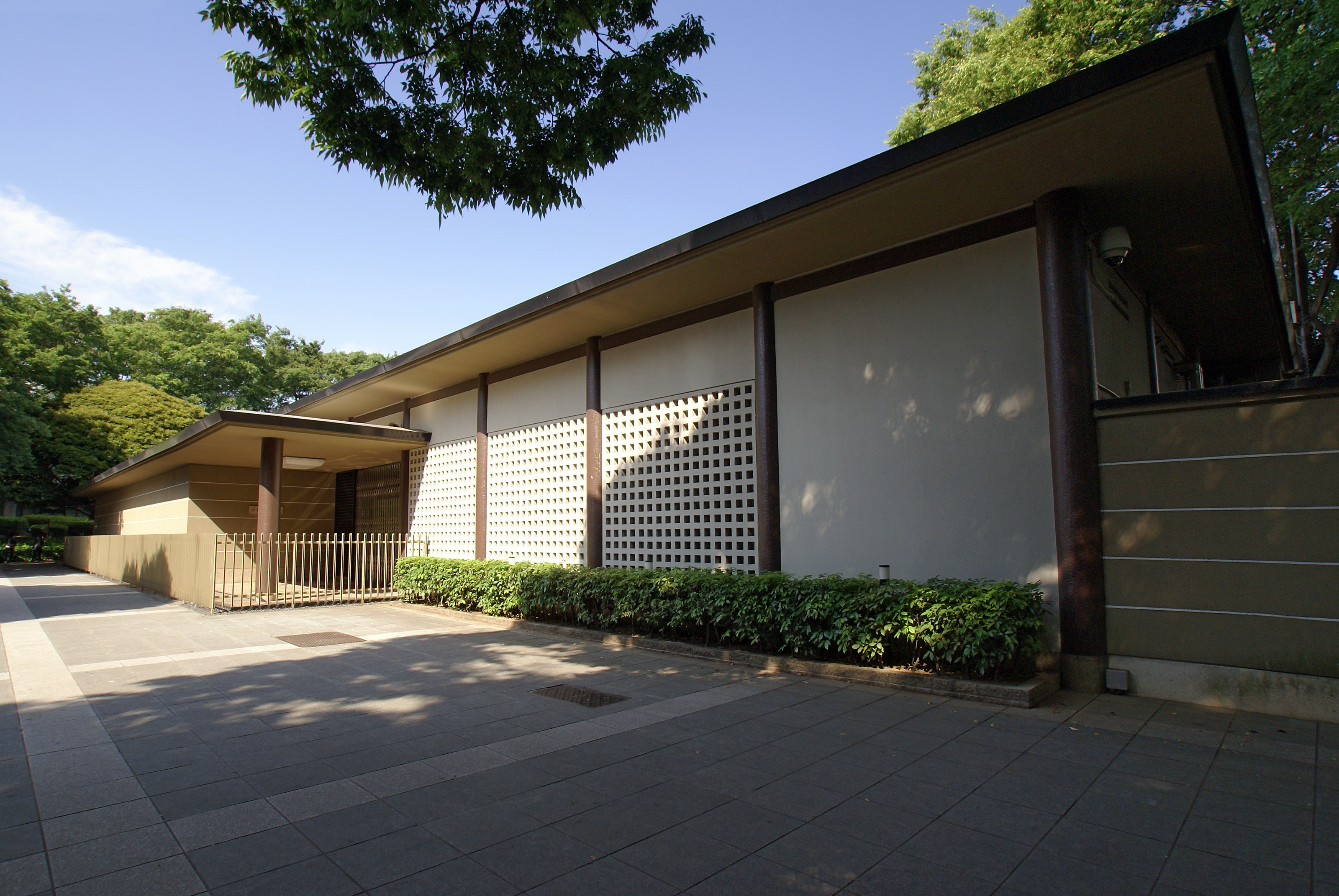
1958年　日本芸術院会館 （台東区上野公園）
- 1959年　清水市忠霊塔（静岡市清水区）
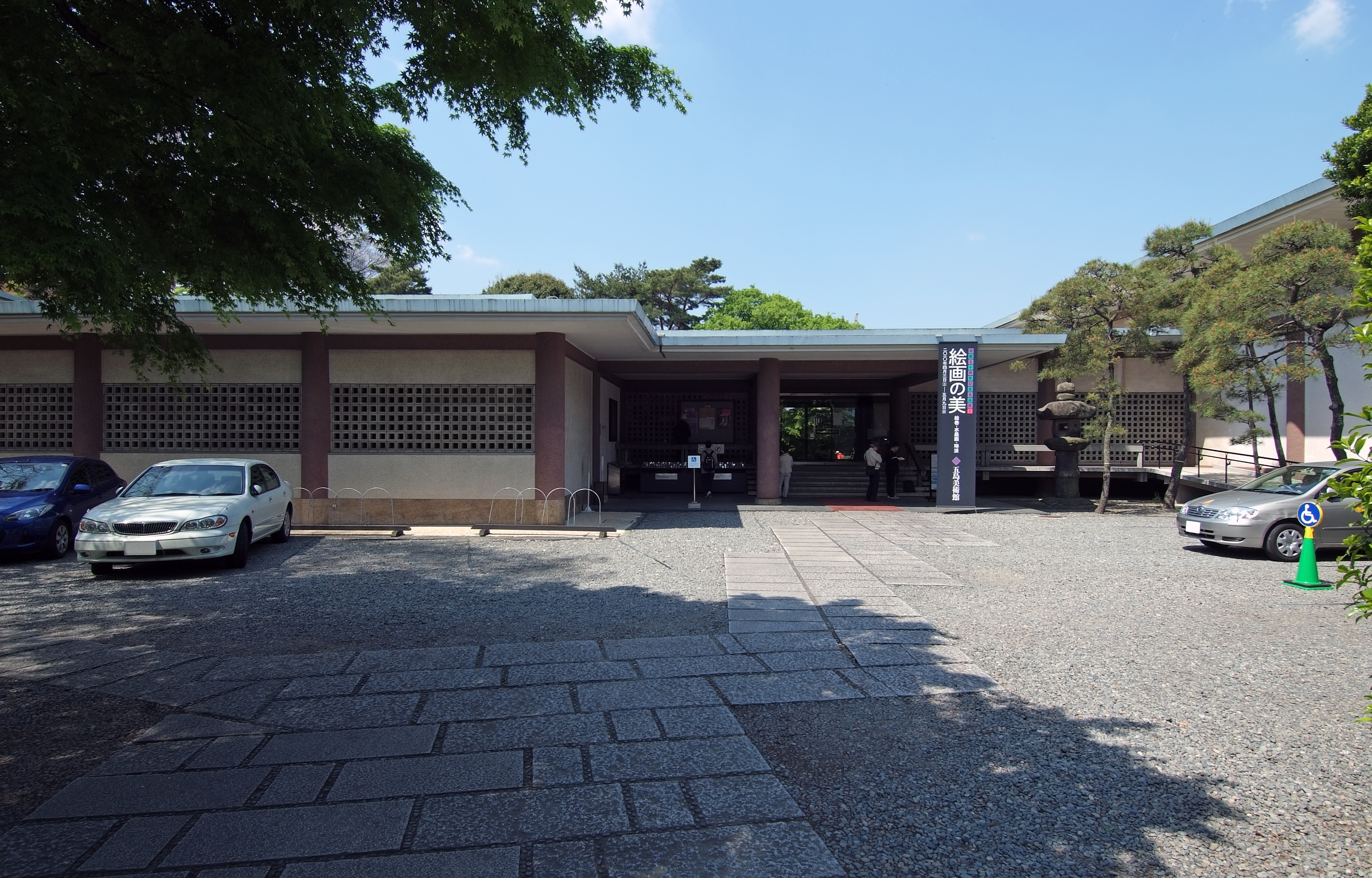
1960年　五島美術館 （世田谷区上野毛）
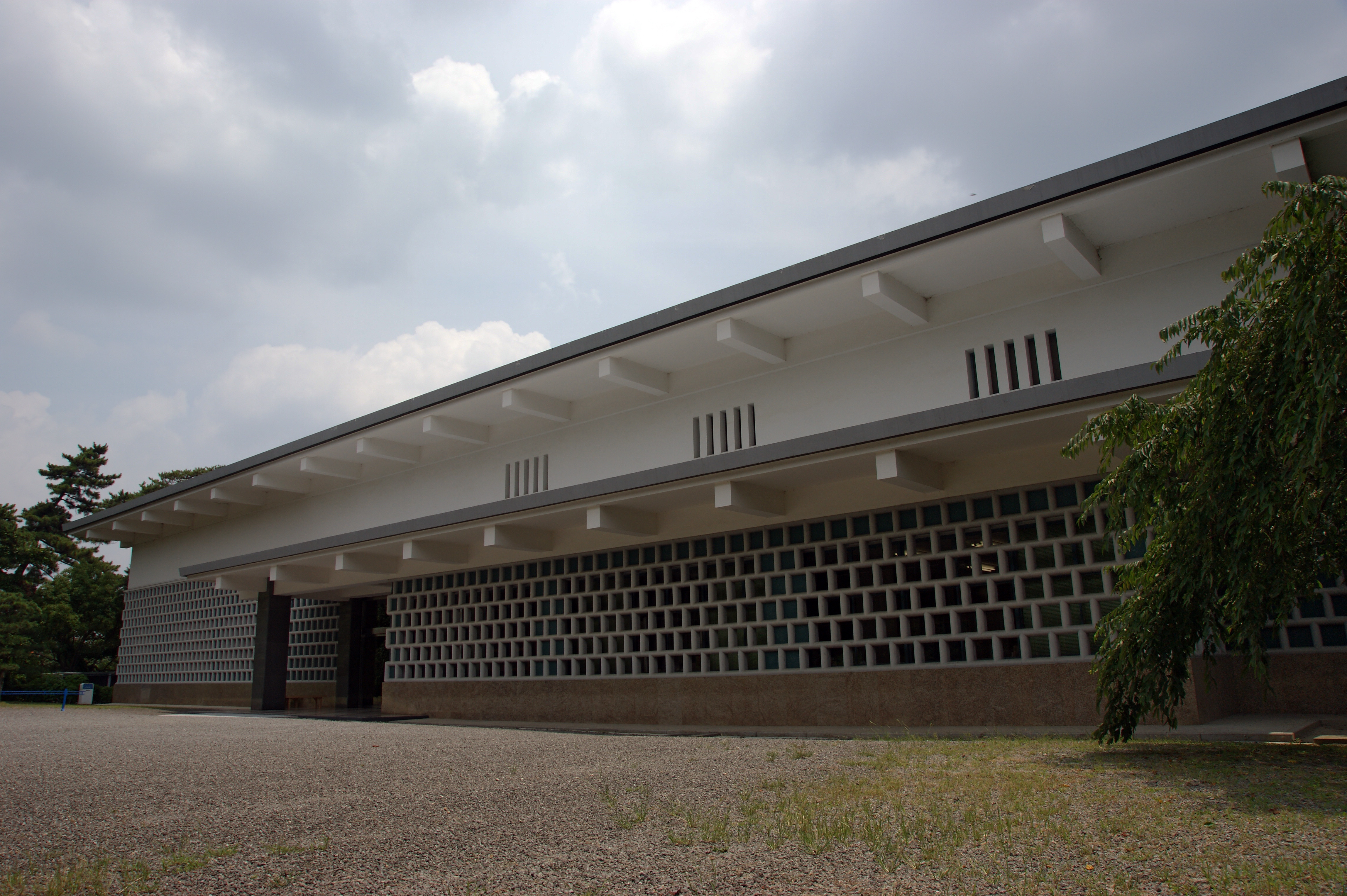
1961年　大和文華館 （奈良市学園南）
- 1961年　新橋演舞場増築 （東京都中央区／1979年に解体）
- 1961年　玉堂美術館 （東京都青梅市）
- 1961年　料亭吉兆 改築 （中央区銀座）
- 1961年　吉田茂邸 （神奈川県大磯町／度々増改築、焼失後に大磯城山公園・大磯町郷土資料館で再建）
- 1962年　吉屋信子邸 （現・吉屋信子記念館／鎌倉市長谷）
- 1962年　北澤会館 （現・諏訪市文化センター／長野県諏訪市[3][4]）
- 1963年　ローマ日本文化会館（イタリア・ローマ）
- 1963年　東京ヒルトンホテル（千代田区永田町、2006年解体）
- 1964年　国立教育会館 （千代田区霞が関、2004年解体）
- 1964年　太融寺正門 （大阪市北区）
- 1964年　料亭 岡崎つる家 （京都市左京区／2021年休業解体）
- 1965年　北村邸 （京都市上京区／北村美術館隣接）
- 1965年　大阪ロイヤルホテル(大阪市北区中之島、度々増改築）
- 1966年　村上開新堂 （東京都千代田区）
- 1966年　S・Tビル （東京都新宿区）
- 1967年　善光寺燈籠 （長野県長野市）
- 1967年　猪俣邸 （現・猪俣庭園／世田谷区成城）
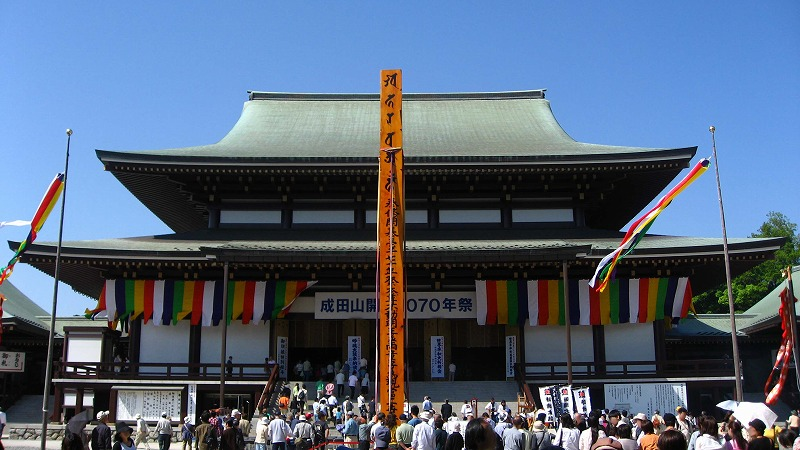
1968年　成田山新勝寺本堂 （千葉県成田市）
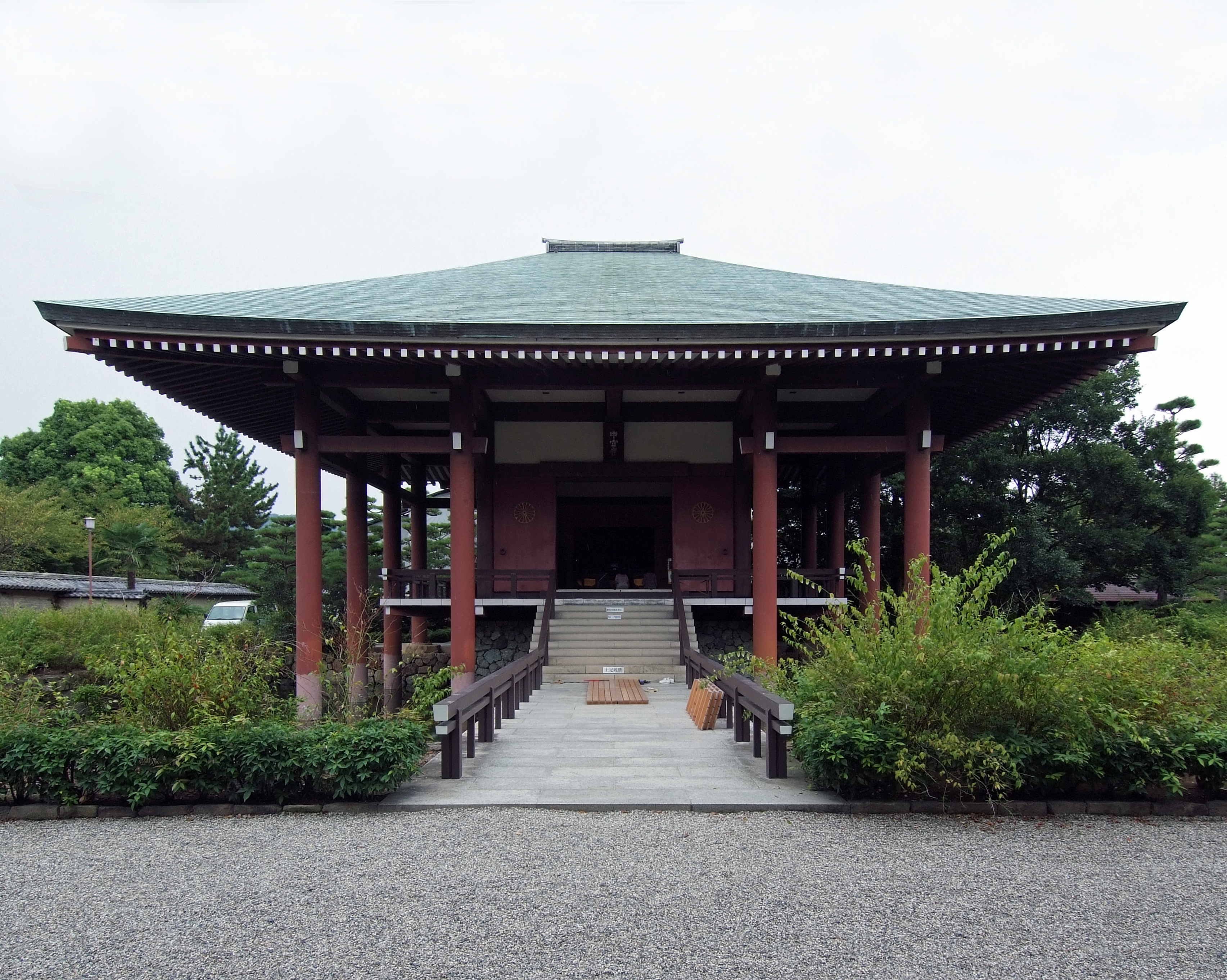
1968年　中宮寺本堂 （奈良県斑鳩町）
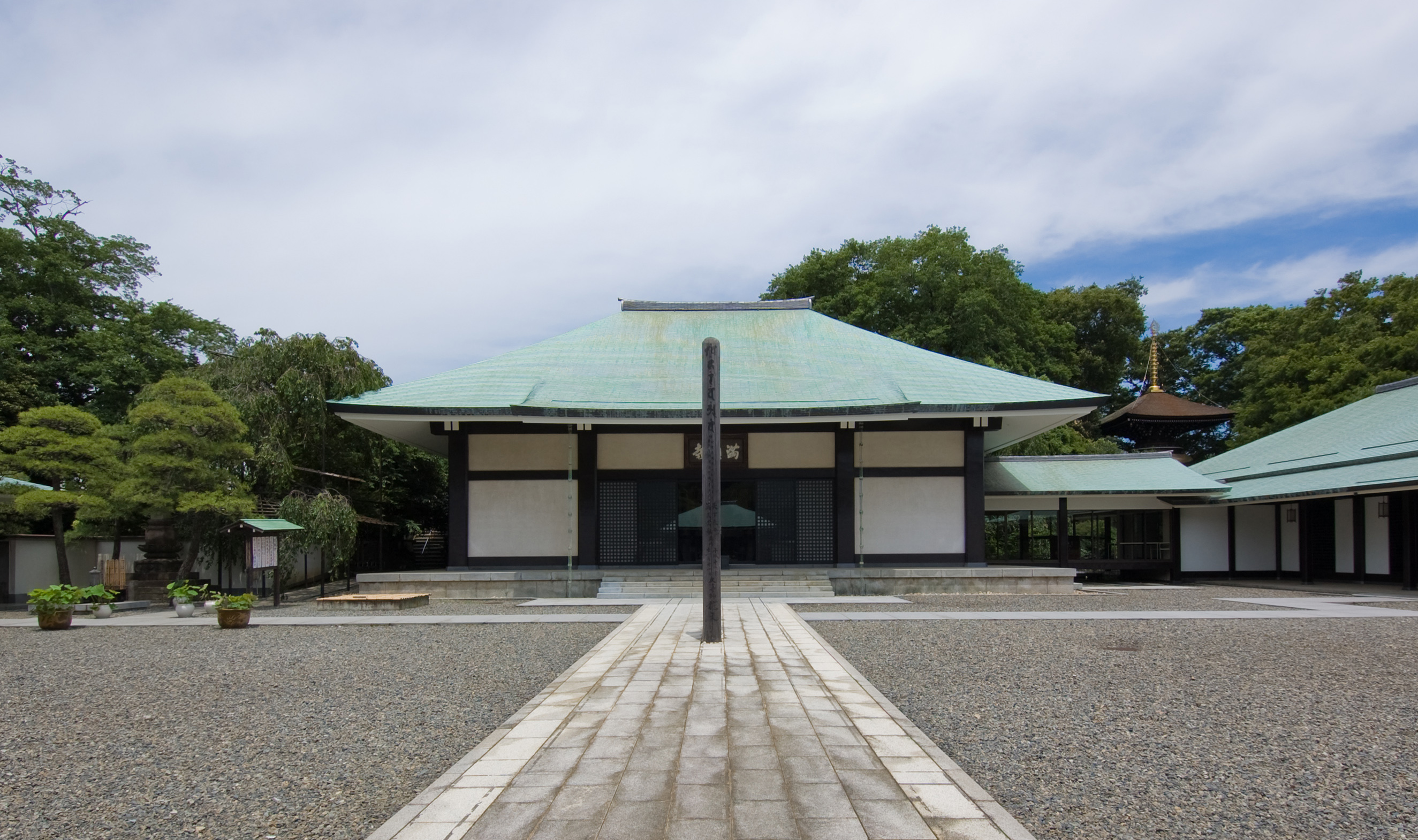
満願寺

- 1969年　岸信介邸 （現・東山旧岸邸／静岡県御殿場市）
- 1970年　満願寺 （世田谷区等々力）
- 1970年　日本万国博覧会松下館 （大阪府吹田市／現存せず）
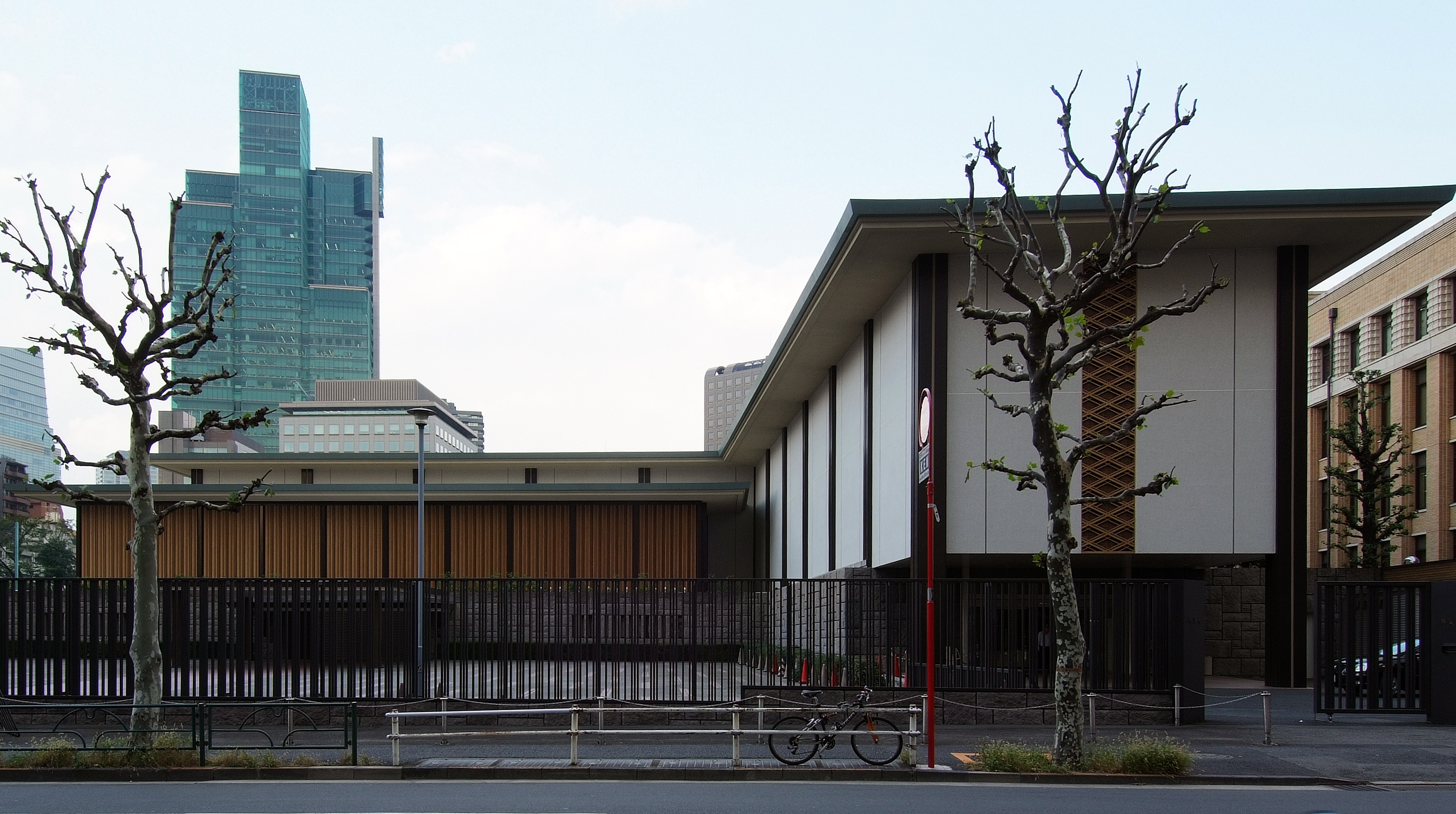
1972年　外務省飯倉公館・外交史料館 （港区麻布台）
- 1972年　旧三越シルバーハウス（現・駒澤大学深沢校舎／世田谷区）
- 1972年　秩父宮邸（港区元赤坂／現在の秋篠宮邸表公室棟）
- 1973年　大阪ロイヤルホテル新館 （現・リーガロイヤルホテルタワーウイング／大阪市）
- 1973年　霊友会弥勒山廟 （静岡県東伊豆町）
- 1977年　在米日本国大使公邸（アメリカ・ワシントン）

## 著書
- 『饒舌抄』作品集編集委員会編、新建築社、1980年
  - 『饒舌抄』中公文庫、2016年。解説佐伯泰英

### 作品集・評伝
- 『現代日本建築家全集3　吉田五十八』三一書房、1978年
- 『吉田五十八作品集』編集委員会編、新建築社、改訂版1980年・1987年
- 砂川幸雄 『建築家 吉田五十八』晶文社、1991年
- 『吉田五十八とその流れ』和風建築社企画・編、学芸出版社、1993年
- 富永讓 『吉田五十八自邸／吉田五十八』東京書籍、2014年
- 藤森照信・田野倉徹也『五十八さんの数寄屋』鹿島出版会、2020年

## 余談
- 長唄は玄人はだしであった。「建築は凍れる音楽」という言葉をもじり「日本建築は凍れる長唄」と言ったという。